# Door jou (Gerard Cox)
Door jou is een nummer van Gerard Cox. Het is afkomstig van zijn album Wie wijst Gerard Cox de weg...? en werd geproduceerd door Rob Touber.
Cox schreef een nieuwe tekst bij 24 rozen, een romantisch liedje van Toon Hermans. Cox’ versie is een protestlied tegen de Vietnamoorlog. 24 Rozen is daarbij gewijzigd in Honderdduizend doden. Aangehaald worden de niet aflatende bombardementen door de United States Air Force ('honderd bommenwerpers in de ochtenddamp'), het Bloedbad van Mỹ Lai ('180 lijken'), Spiro Agnew bij slachtoffers van de  Vietnamdemonstranties ('met een opgeheven glas'), Loe de Jong en Richard Nixon (destijds verantwoordelijk president).
Cox was in de jaren van verschijnen een kruising tussen maatschappijkritisch cabaretier en zanger van luisterliedjes. Dat eerste zorgde soms tot conflicten met gezagvoerders. Het lied werd in de documentairereeks Ondersteboven: Nederland in de jaren 60 als voorbeeld gegeven van de nieuwe balans tussen gezagsdragers en de “gewone man” ontstaan in die jaren.